# Ovidiu Hoban
Ovidiu Hoban (Baia Mare, 27 de desembre de 1982) és un jugador de futbol professional romanès, que actualment juga al Hapoel Be'er Sheva israelià i a la selecció romanesa com a centrecampista.
Hoban va debutar amb la selecció el 4 de juny de 2013 disputant la segona meitat d'un partit amistós contra la selecció de Trinidtat i Tobago.

## Palmarès
Petrolul Ploiești
- Copaa României: 2012-13

Hapoel Be'er Sheva
- Premier League d'Israel: 2015-16